# Акель, Карл Хуго
Карл Ху́го А́кель (эст. Karl Hugo Akel, (15 (27) октября 1878, деревня Кооза, Кавастская волость, Лифляндская губерния, Российская империя – 25 декабря 1942, Таллин, Эстонская ССР) — российский и эстонский спортсмен, спортивный и военный фотограф.

## Биография
Родился в деревне Кооза Юрьевского прихода (прихода Тарту-Маарья) Кавастской волости (ныне уезд Тартумаа, Эстония). Был спортсменом, спортивным деятелем и фотографом. Учился в волостной школе, зачем самостоятельно изучал искусство фотографии в Ревеле. Занимался плаванием, велосипедным спортом и футболом. С 1899 года — член общества велоспорта «Таара» (эст. Taara jalgrattaselts), затем — член общества трезвости и свободного образования «Валвая», председатель спортивного отделения общества (1911—1914). Выступал также в составе футбольной команды «Калев» («Kalev»), являлся пожизненным членом спортивного общества «Калев».
С 1912 года работал фотографом практически на всех важных спортивных состязаниях в Эстонии, автор уникальных исторических фотографий.
Участвовал в Первой мировой войне в качестве фотографа авиационной эскадрильи 23-го корпуса Российской императорской армии. Как фронтовой фотограф участвовал также в Эстонской освободительной войне в составе состоявшей из спортсменов дружины «Калевласте Малева».
Один из основателей Футбольного союза Эстонии (1921)  и член его правления. Был футбольным судьёй на первых эстоно-шведских соревнованиях 1921 года в Таллине.
В 1920—1923 годах был фоторепортером газеты «Päevaleht», в 1924 году открыл собственное фотоателье на улице Ратаскаэву (дом 2) в Таллине. C 1920-х годов начал также создавать фото-открытки.
Перед Второй мировой войной жена и две дочери Акеля эмигрировали на запад.
Карл Хуго Акель умер в Таллине 25 декабря 1942 года. Похоронен на таллинском кладбище Метсакальмисту.

## Примеры фоторабот
- Эстония 1920-х годов в объективе Карла Акеля. wonderuum.ee
- Photographs By Karl Hugo Akel. picryl.com

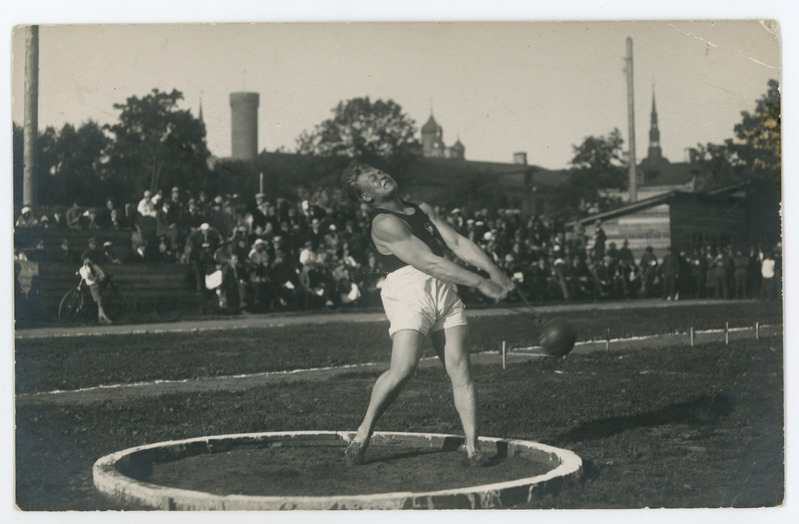
Харальд Таммер метает молот
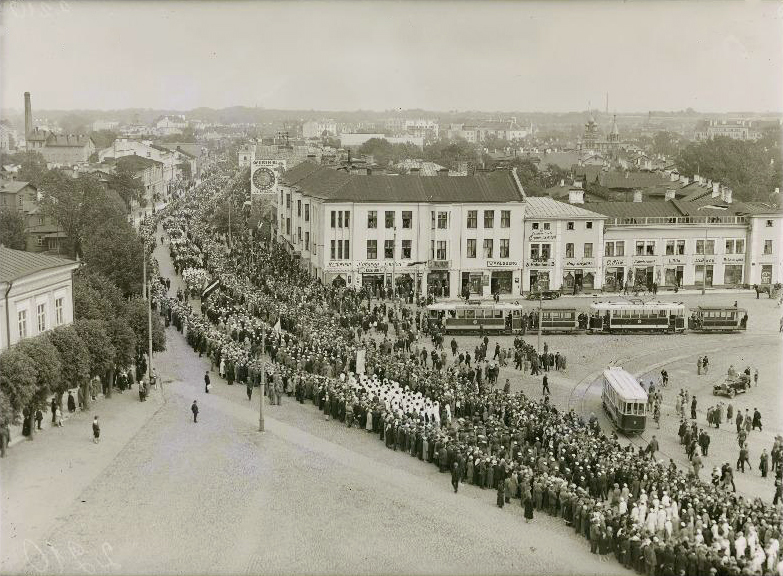
Шествие по Нарвскому шоссе в честь IX Всеэстонского праздника песни. Таллин, 1928 год
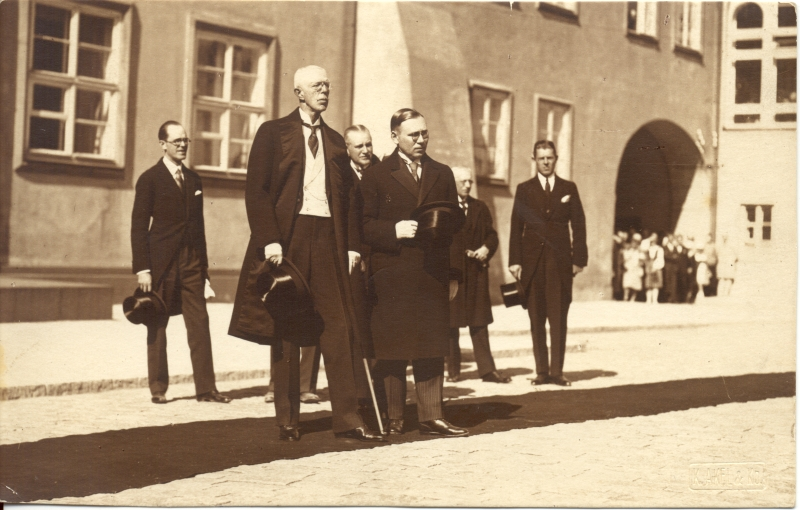
Визит короля Швеции Густава V в Таллин, 1929 год
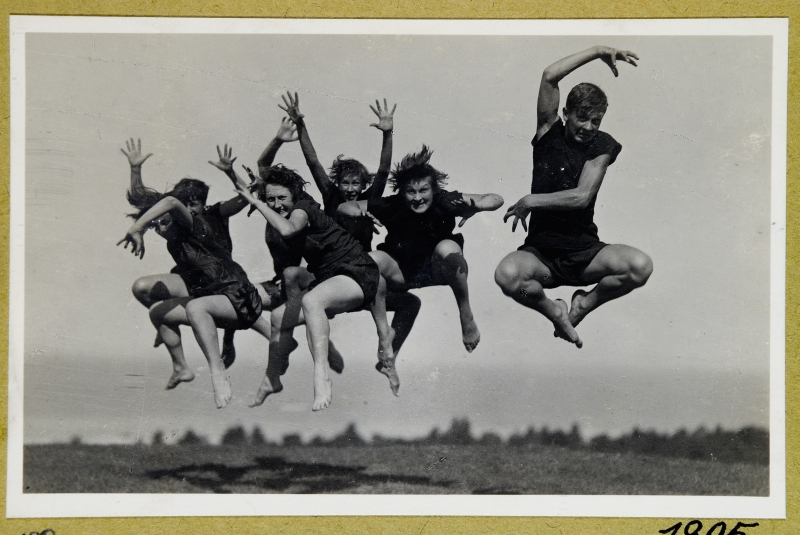
Танцевальная группа, 1920-е годы
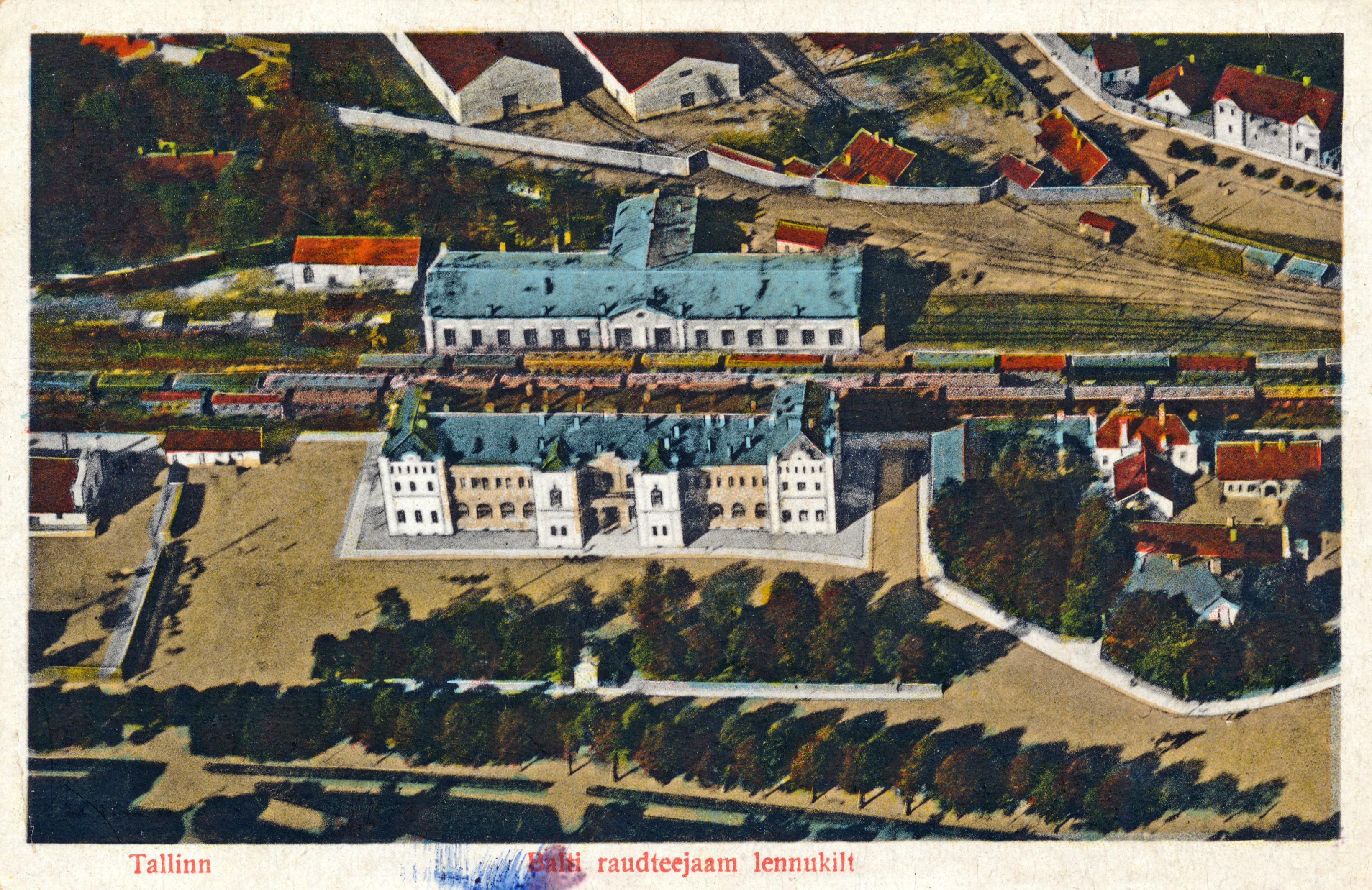
Фото-открытка «Таллин. Балтийский железнодорожный вокзал с самолёта», 1920-е годы
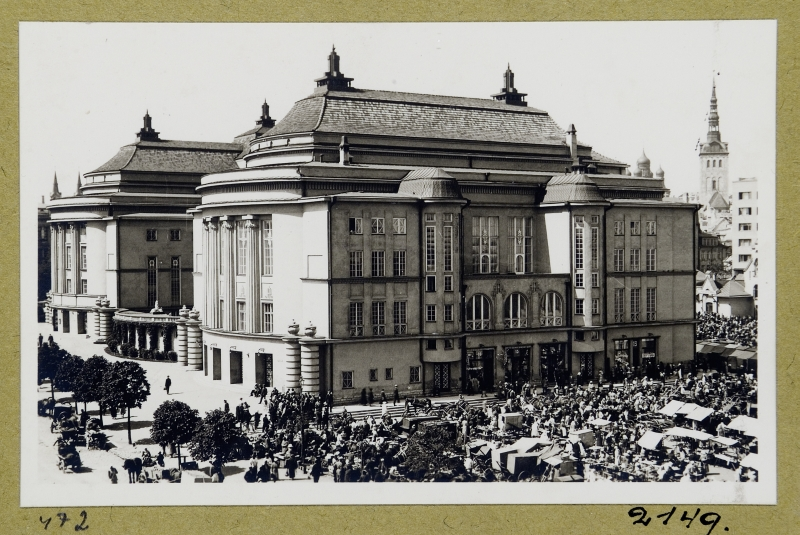
Вид на театр «Эстония» и Новый рынок
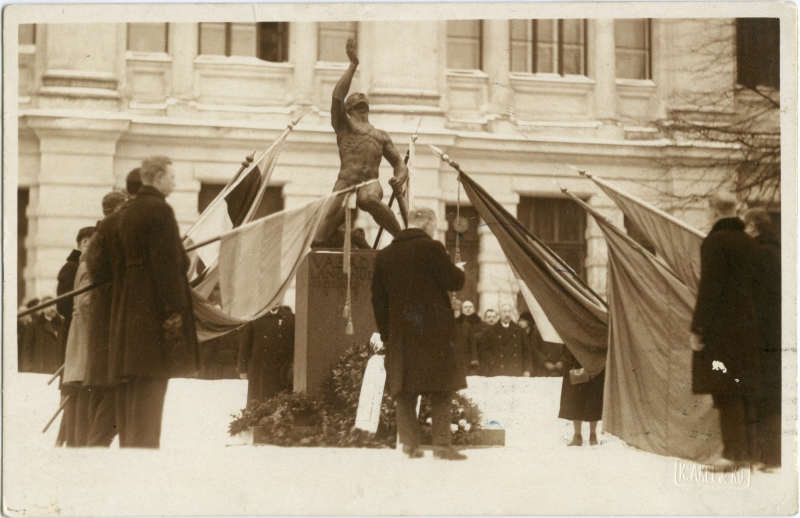
Памятное мероприятие в День независимости у памятника павшим в Освободительной войне. Таллин, Реальная гимназия, 1930-е годы
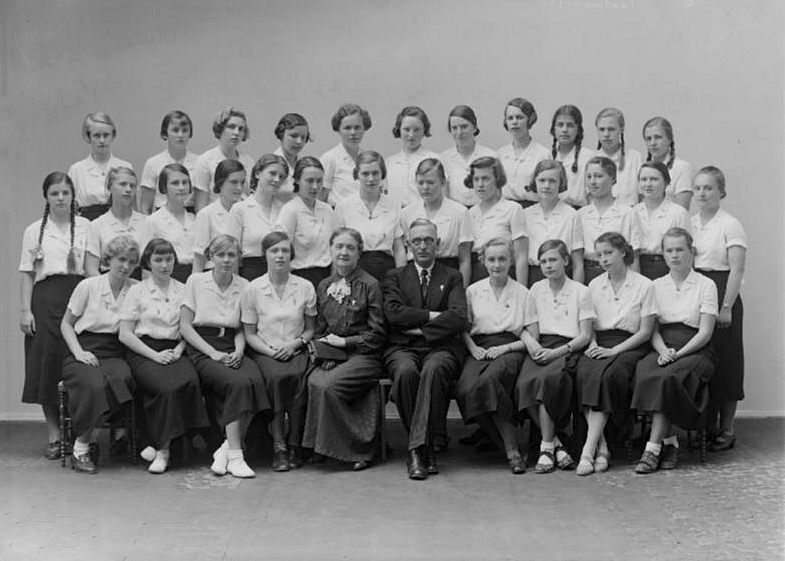
Ученики и учителя Немецкой женской гимназии. Эстония, 1930-е годы
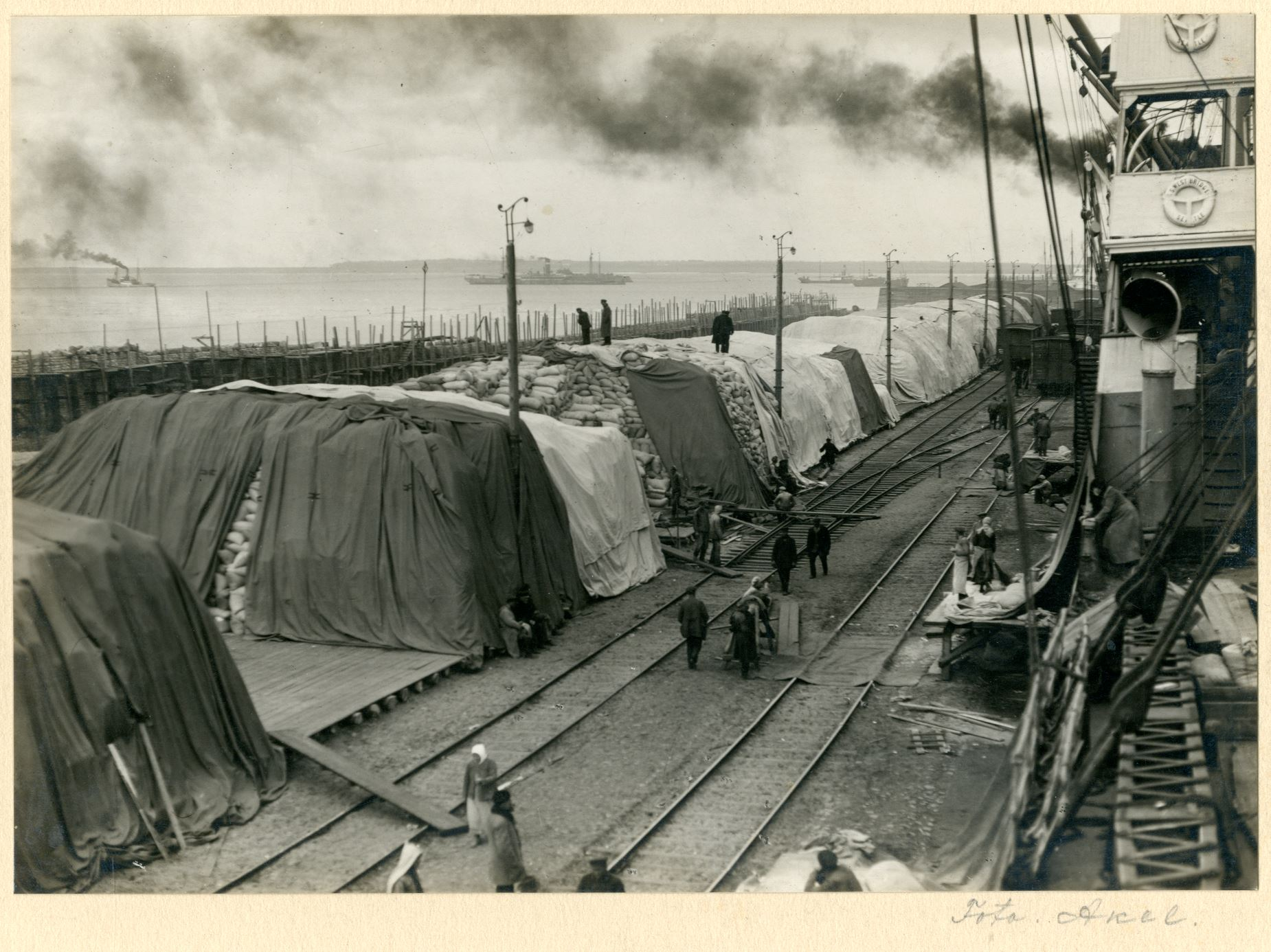
Порт Таллина, 1930—1940 годы

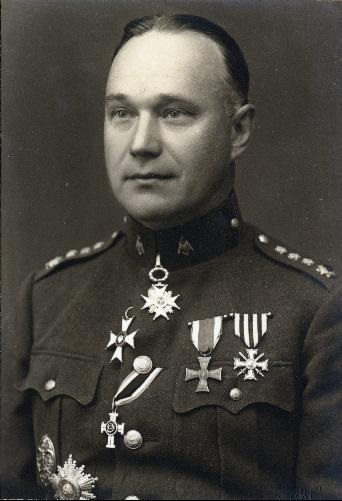
Герберт Бреде
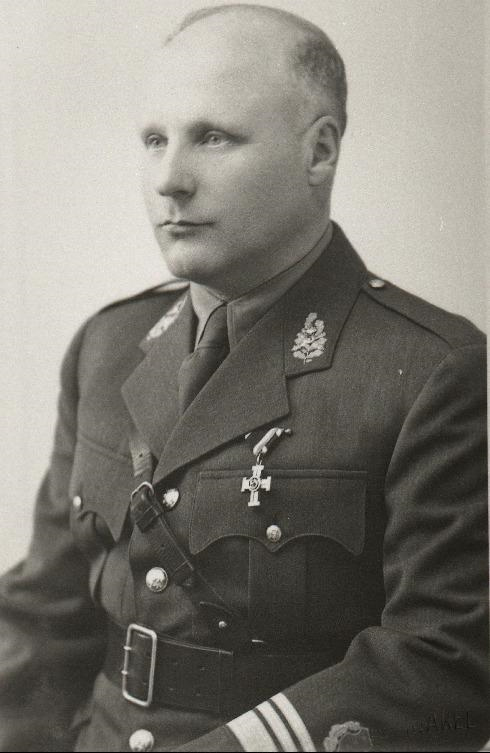
Артур Тенно
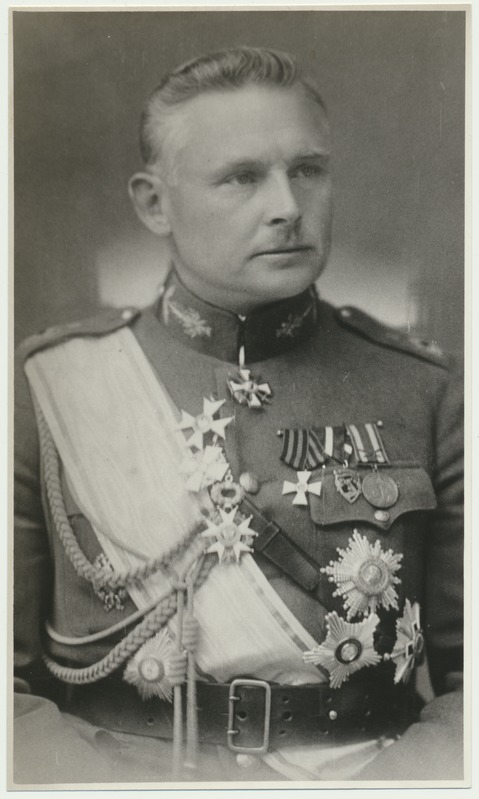
Юхан Тырванд
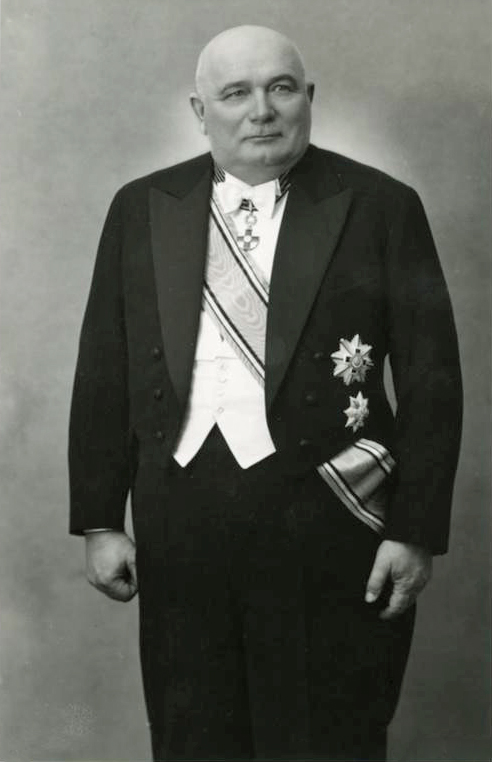
Оскар Амберг
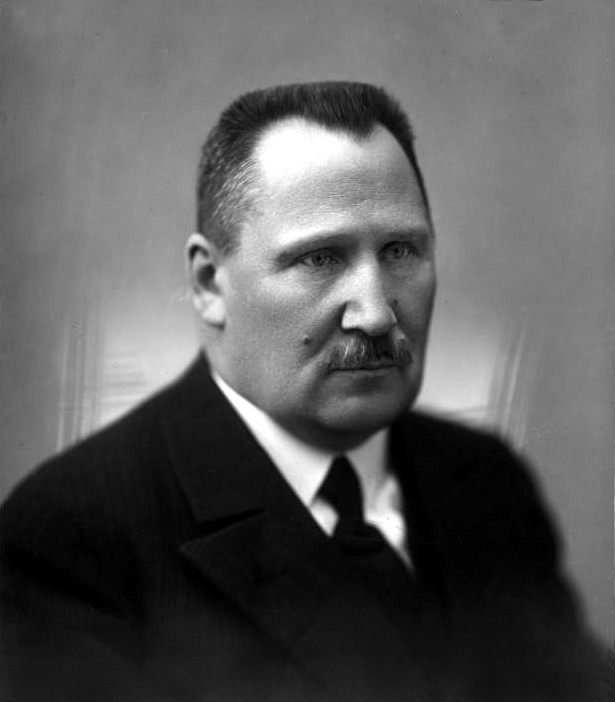
Юри Яаксон
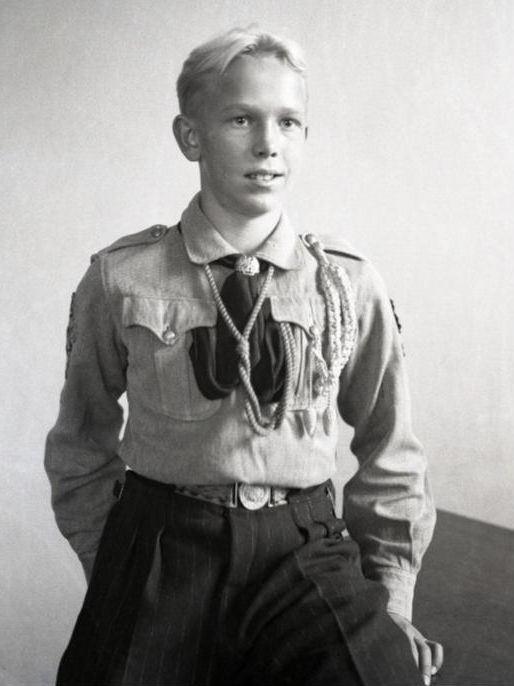
Нооркоткас в форменной одежде
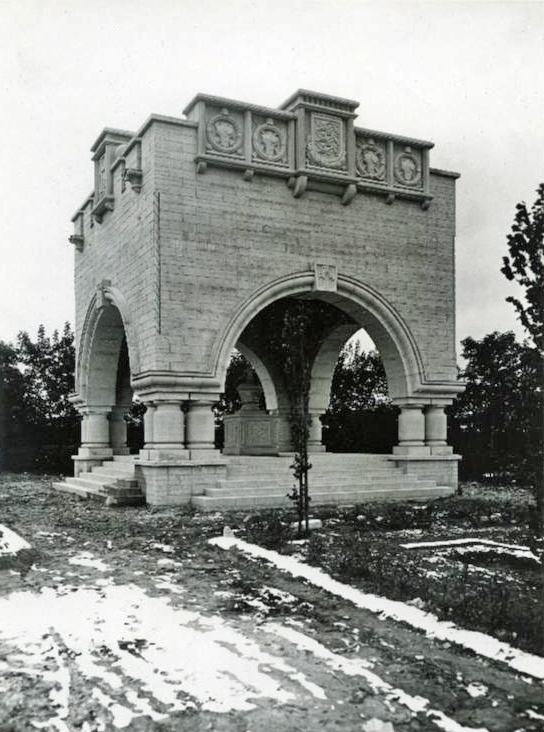
Мемориал павшим в Освободительной войне, 1939 г.

## Семья
- Жена — Rosalie Marie Elisabeth Akel, в девичестве Lachmann (1878, Тарту — 1949, Германия)
- Дочь — Carola Margarethe Akel (1904, Тарту — 1993, США)
- Дочь — Irmgard Alice Akel, в замужестве Jukk (1903, Тарту — 1970, США)